# Tuxináwa
Tuxináwa (Tuchinaua, Tusinawa, Tuchinawa, Tutxiunaua, Tushinawa), pleme Panoan Indijanaca iz zapadnobrazilske države Acre naseljeno uz rijeku Tarauacá. Svoj jezik koji je pripadao užoj skupini Yaminahua-Sharanahua, zaboravili su i danas govore portugalskim.